# Scleropogon dispar
Scleropogon dispar là một loài ruồi trong họ Asilidae. Scleropogon dispar được Bromley miêu tả năm 1937. Loài này phân bố ở vùng Tân Bắc giới.